# 산쇼촌 (도쿠시마현)
산쇼촌(三庄村)은 도쿠시마현 미요시군에 설치되었던 촌이다. 현재의 히가시미요시정에 해당한다.